# Кремниця
Кре́мниця (словац. Kremnica вимоваⓘ, нім. Kremnitz, угор. Körmöcbánya, лат. Cremnicium) — місто, громада в окрузі Ж'яр-над-Гроном, Банськобистрицький край, Словаччина (центральна Словаччина). Розташоване біля підніжжя Кремницьких гір.
Має багате гірничодобувне і минцарське минуле. За часів Угорського королівства мало статус вільного королівського шахтарського міста.

## Історія
Кремниця — знакове місто в історії гірництва Західної Європи. Великий центр видобутку золота в Кремниці лежав на правому березі річки. Річка Грон начебто розділяла золоту й срібну частини Словаччини. 1328 р. селище гірників Кремниця отримало привілей королівського міста, у якому був створений монетний двір. Рудокопам подарували гірниче право (на кшталт кутногорського), а сама Кремниця увійшла в унію семи головних гірничих міст королівства.

## Географія
Протікає річка Скалка.

## Населення
| Рік:            | 1994. | 2004.    | 2014.   | 2024.    |
| --------------- | ----- | -------- | ------- | -------- |
| Кількість осіб: | 6581  | 5649     | 5513    | 4664     |
| Різниця:        |       | -14,16 % | -2,40 % | -15,39 % |

| Рік:            | 2023. | 2024.   |
| --------------- | ----- | ------- |
| Кількість осіб: | 4755  | 4664    |
| Різниця:        |       | -1,91 % |